# Port lotniczy Richard Toll
Port lotniczy Richard Toll (IATA: RDT, ICAO: GOSR) – port lotniczy położony w Richard Toll, w Senegalu.